# Allobates alessandroi
Espèce
Synonymes
- Colostethus alessandroi Grant & Rodríguez, 2001

Statut de conservation UICN

 EN  : En danger
Allobates alessandroi est une espèce d'amphibiens de la famille des Aromobatidae.

## Répartition
Cette espèce est endémique du Pérou. Elle se rencontre à Kosñipata dans la province de Paucartambo dans la région de Cuzco et à San Gabán dans la Province de Carabaya dans la région de Puno entre 820 et 1 480 m d'altitude.

## Étymologie
Cette espèce est nommée en l'honneur d'Alessandro Catenazzi.

## Publication originale
- Grant & Rodriguez, 2001 : Two new species of frogs of the genus Colostethus (Dendrobatidae) from Peru and a redescription of C. trilineatus (Boulenger, 1883). American Museum Novitates, no 3355, p. 1-24 (texte intégral).